# HD145570
HD145570 — хімічно пекулярна зоря спектрального класу A2, що має видиму зоряну величину в смузі V приблизно  4,9.
Вона  розташована на відстані близько 164,8 світлових років від Сонця.

## Фізичні характеристики
Зоря HD145570 обертається 
порівняно повільно 
навколо своєї осі. Проєкція її екваторіальної швидкості на промінь зору становить  Vsin(i)= 37км/сек.